# Torpado
Torpado – włoska marka rowerów z ponad stuletnią tradycją, należąca do Cicli Esperia Spa. Firma o takiej nazwie powstała w 1895 w Padwie przy Via Nicolò Tommaseo, a jej założycielem był Carlo Torresini. W 1955 r. na rowerach tej marki Angelo Conterno zwyciężył w Vuelta a España. W latach 50. i do 1962 Torpado miało własny zespół kolarski, który uczestniczył w jedenastu edycjach Giro d'Italia. W tym czasie Torpado było drugą włoską firmą w branży pod względem sprzedaży i zatrudnienia.
W latach 1976–1978 współsponsorowało zespół kolarski Magniflex.
Firma produkuje pełną gamę rowerów, od dziecięcych po wyścigowe. Jak u większości europejskich firm rowerowych, produkcja odbywa się na Tajwanie.